# Pęczek Kenta
Pęczek Kenta – dodatkowa droga przewodzenia w układzie bodźcotwórczo-przewodzącym serca pomiędzy przedsionkami a komorami. Występuje w dwóch postaciach, A i B. Gdy łączy lewy przedsionek z lewą komorą, jest to typ A, dodatkowe połączenie biegnie wtedy w bruździe przedsionkowo-komorowej. Natomiast gdy łączy prawą komorę z prawym przedsionkiem, jest to typ B (uwaga: brak fali delta w V1). Jego obecność jest podstawą występowania zespołu preekscytacji znanego pod nazwą zespołu Wolffa-Parkinsona-White’a. Istotą schorzenia jest omijanie prawidłowego przewodnictwa przez węzeł przedsionkowo-komorowy i przechodzenie impulsu przez dodatkową drogę o zazwyczaj szybszym przewodnictwie.
Nazwa eponimiczna upamiętnia brytyjskiego fizjologa Alberta Franka Stanleya Kenta.